# Cañón El Dorado
El Cañón El Dorado (en inglés: El Dorado Canyon) es un cañón en el sur del Condado de Clark, en el estado de Nevada y al oeste de los Estados Unidos. El sitio es famoso por sus ricas minas de plata y oro. El cañón fue llamado así en 1857 por el empresario de barcos de vapor el capitán George Alonzo Johnson cuando se descubrió oro y plata allí. Desemboca en el río Colorado en el antiguo "Nelson's Landing". La ciudad de Nelson se encuentra en el tramo superior del cañón. "Tours Canyon Mine Eldorado" opera a medio camino en el cañón en la mina Techatticup una de las más antiguas y más productivas del cañón.